# Liste der geschützten Landschaftsbestandteile im Landkreis Miesbach
Im Landkreis Miesbach gab es im Februar 2023 insgesamt 30 ausgewiesene geschützte Landschaftsbestandteile.

## Geschützte Landschaftsbestandteile
| 3 Bäume auf Flurstück Nr. 146/3 und 146/4                                         | BW | LB-00310 | Rottach-Egern                 | ⊙ |      |  |
| 3 Buchen auf Flurstück Nr. 219/2                                                  | BW | LB-00313 | Rottach-Egern                 | ⊙ |      |  |
| Brunnmoos bei Willenberg                                                          | BW | LB-00148 | Irschenberg                   | ⊙ | 3,25 |  |
| Davallseggen-Streuwiese südwestlich des Seehamer Sees                             | BW | LB-00142 | Irschenberg                   | ⊙ | 0,66 |  |
| Enzian-Pfeiffengras-Streuwiese bei Niklasreuth                                    | BW | LB-00146 | Irschenberg                   | ⊙ | 0,77 |  |
| Enzian-Pfeiffengras-Streuwiese mit Kopfbinsenried                                 | BW | LB-00144 | Irschenberg                   | ⊙ | 2,21 |  |
| Erlenbruchwald mit Steifseggenried und Kalkflachmooranteilen in Neuhaus           | BW | LB-00132 | Schliersee                    | ⊙ | 2,65 |  |
| Grenzbäume auf Flurstück Nr. 298/2 und 487                                        | BW | LB-00312 | Rottach-Egern                 | ⊙ |      |  |
| Hochmoor und Streuwiese beim Badhügel in Bad Wiessee                              | BW | LB-00331 | Bad Wiessee                   | ⊙ | 1,67 |  |
| Lärche und Linde auf Flurstück Nr. 3841                                           | BW | LB-00318 | Holzkirchen                   | ⊙ |      |  |
| Linde auf Flurstück Nr. 1432                                                      | BW | LB-00315 | Gmund a.Tegernsee             | ⊙ |      |  |
| Linde auf Flurstück Nr. 517/24                                                    | BW | LB-00316 | Miesbach                      | ⊙ |      |  |
| Moorweiher mit Steifseggenried und Erlensäumen bei Neuhaus                        | BW | LB-00133 | Schliersee                    | ⊙ | 1,44 |  |
| Ökologisch bedeutsamer Erholungswald westlich des Piusheims in der Gemeinde Gmund | BW | LB-00344 | Gmund a.Tegernsee             | ⊙ | 0,57 |  |
| Pfeiffengras-Streuwiese mit Borstgrasrasen bei Reichersdorf                       | BW | LB-00149 | Irschenberg                   | ⊙ | 2,12 |  |
| Pfeiffengras-Streuwiese mit Fadenseggensumpf und Birkenmoor bei Bruck             | BW | LB-00131 | Weyarn                        | ⊙ | 3,37 |  |
| Pfeiffengras-Streuwiese mit orchideenreichem Halbtrockenrasen                     | BW | LB-00145 | Fischbachau                   | ⊙ | 1,49 |  |
| Pfeiffengras-Streuwiese mit Schilfröhricht bei Niklasreuth                        | BW | LB-00147 | Irschenberg                   | ⊙ | 1,11 |  |
| Pfeiffengras-Streuwiese mit Waldquellsumpf                                        | BW | LB-00139 | Bad Wiessee                   | ⊙ | 4,26 |  |
| Quellsumpf südöstlich von Fehleiten                                               | BW | LB-00135 | Irschenberg                   | ⊙ | 1,03 |  |
| Ried- und Röhrichtzone bei Fehleiten                                              | BW | LB-00134 | Irschenberg                   | ⊙ | 0,47 |  |
| Sommerlinde auf Flurstück Nr. 27/1                                                | BW | LB-00311 | Otterfing                     | ⊙ |      |  |
| Streuwiese bei Potzenberg                                                         | BW | LB-00137 | Miesbach                      | ⊙ | 1,51 |  |
| Streuwiese bei Schönberg                                                          | BW | LB-00140 | Miesbach                      | ⊙ | 0,90 |  |
| Streuwiese mit Gehölzsäumen südlich vom Tegernsee                                 | BW | LB-00141 | Kreuth                        | ⊙ | 3,90 |  |
| Streuwiese südwestlich des Seehamer Sees bei Reichersdorf                         | BW | LB-00143 | Irschenberg                   | ⊙ | 0,63 |  |
| Streuwiese südwestlich von Uslau bei Hundham                                      | BW | LB-00138 | Fischbachau                   | ⊙ | 0,44 |  |
| Streuwiesen und Hangquellmoor am Elbach                                           | BW | LB-00136 | Fischbachau Zwei Teilflächen: | ⊙ | 2,18 |  |
| Winterlinde auf Flurstück Nr. 1217/11                                             | BW | LB-00314 | Tegernsee                     | ⊙ |      |  |
| Zwieselbuche auf Flurstück Nr. 1045/25                                            | BW | LB-00317 | Miesbach                      | ⊙ |      |  |
| Legende für Geschützter Landschaftsbestandteil                                    |    |          |                               |   |      |  |